# Дода от Реймс
Света Дода (на френски: Dode de Reims; на латински: sainte Doda, * пр. 509) e игуменка на Sv. Pier в Реймс. Тя е Светия на католическата църква и се чества на 24 април.

## Произход
Тя е дъщеря на Хлодерих († 508), крал на рипуарските франки в Кьолн (507 – 508). Майка ѝ е от род Агилолфинги. Сестра е на Мундерих.

## Фамилия
Дода се омъжва ок. 520/531 г. за Фереол от Родез (* ок. 485), сенатор в Нарбона. Те имат децата:
- Ансберт
- Агиулф (* 537), епископ на Мец) (590/591 – 601)
- Бабон
- Деотарий, епископ на Ариситум (Епархия Алеса)
- Рагенфред